# Schacht Hector
Schacht Hector war ein Teil des Steinkohlebergwerks Zeche Engelsburg in Eppendorf, Wattenscheid.

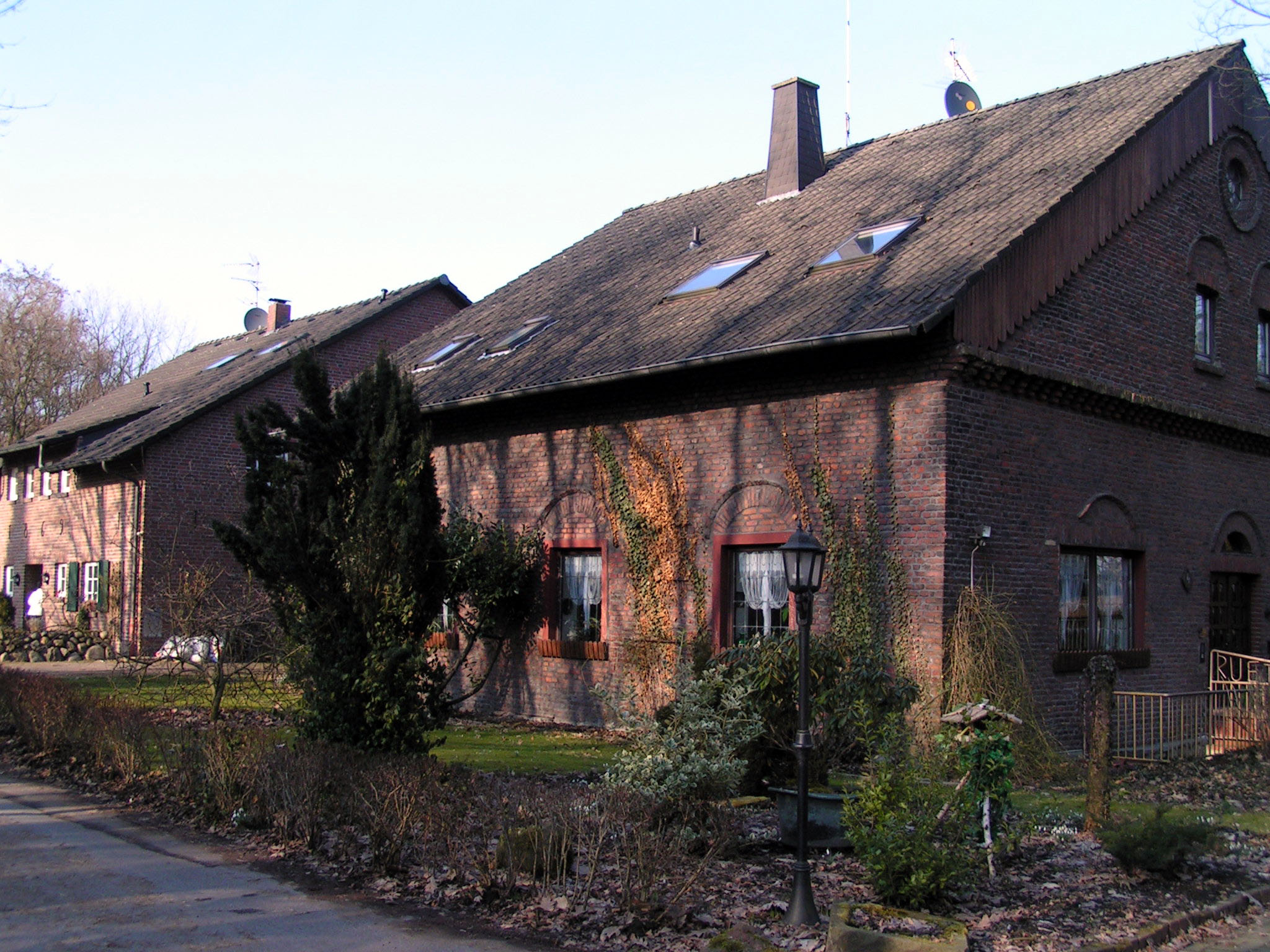
Ehemalige Maschinenhäuser Schacht Hector, 2006

Der Schacht wurde 1846/1847 abgeteuft. Für die Wasserhaltung und Förderung standen mit Dampfkraft betriebene Maschinen bereit, die die Ära des Tiefbaus im Bergbau begründeten. 1853 erreicht man mit 335 Beschäftigten eine Kohlenförderung von über 40.000 Tonnen. Im Jahre 1854 teufte man den Schacht weiter ab auf eine Teufe von 156 Metern. 1865 erreichte man mit 63.108 Jahrestonnen bei 327 Bergleuten den Höchstwert. Im Jahre 1867 floss aber so viel Grubenwasser zu, dass der Betrieb unwirtschaftlich wurde und der Schacht stillgelegt wurde.

Über Tage sind noch die beiden Maschinenhäuser erhalten, die zu Wohngebäuden umgebaut wurden. An die Betriebszeit erinnern auch ein Informationstafel des Bergbauwanderwegs Wattenscheid-Eppendorf bei dem Gebäude.